# 山形藩
山形藩（日语：／ Yamagata han */?）是日本江戶時代的一個藩領，位於出羽国村山郡山形（今山形縣山形市），居城是山形城。最初管治的大名是最上氏，後來最上氏失責，被撤換大名。總共有12家大名統治過山形藩。

## 歷代藩主
- 最上氏

最上義光
最上家親
最上義俊
- 鳥居氏

鳥居忠政
鳥居忠恒
- 保科氏

保科正之
- 越前松平家

松平直基
- 奧平松平家

松平忠弘
- 奧平氏

奧平昌能
奧平昌章
- 堀田氏

堀田正俊
- 越前松平家

松平直矩
- 奧平松平家

松平忠弘
松平忠雅
- 堀田家

堀田正虎
堀田正春
堀田正亮
- 大給松平家

松平乘祐
- 天領（1764年-1766年）
- 秋元氏

秋元涼朝
秋元永朝
秋元久朝
秋元志朝
- 水野氏

水野忠精
水野忠弘

## 支藩
- 支藩為朝日山藩及大森藩，前者在最上氏減封已被廢藩，後者在1870年-1871年期間創立的藩。